# Höchstädt im Fichtelgebirge
Höchstädt im Fichtelgebirge település Németországban, azon belül Bajorországban. Lakosainak száma 1055 fő (2023. december 31.). Höchstädt im Fichtelgebirge Thierstein (Fichtelgebirge), Marktleuthen, Röslau, Wunsiedel és Thiersheim községekkel határos.

## Népesség
A település népessége az elmúlt években az alábbi módon változott:
| Lakosok száma | 1216 | 1328 | 1023 | 1107 | 1139 | 1130 | 1115 | 1110 | 1049 | 1055 |
|               | 1875 | 1950 | 1975 | 1987 | 2012 | 2014 | 2016 | 2017 | 2021 | 2023 |